# Bocydium bilobum
Bocydium bilobum (лат.) — вид горбаток рода Bocydium из подсемейства Stegaspidinae (Membracidae).

## Распространение
Неотропика.

## Описание
Мелкие равнокрылые насекомые (около 5 мм) с большим разветвлённым спинным отростком на груди. От близких видов отличается следующими признаками: боковое шаровидное вздутие (луковица) переднеспинки образовано двумя смежными лопастями, более или менее сердцевидными, с более высокой задней долей, чем передняя; всего вздутий шесть; передние луковицы стебельчатые. Дорсальная вершина центральной ножки переднеспинки расширена в луковидный выступ.